# Демидовская (Тарногский район)
Демидовская —  упразднённая деревня в Тарногском районе Вологодской области России. В апреле 2022 года включена в состав села Тарногский Городок.

## География
Расстояние до районного центра Тарногского Городка по автодороге — 0,5 км.

## История
В рамках организации местного самоуправления с 2004 до 2022 гг. входила в Тарногское сельское поселение, в рамках административно-территориального устройства — в Шевденицкий сельсовет.

## Население
| 2010 |
| ---- |
| 47   |

По переписи 2002 года население — 53 человека (26 мужчин, 27 женщин). Преобладающая национальность — русские (98 %).